# Wilhelm Georg Berger

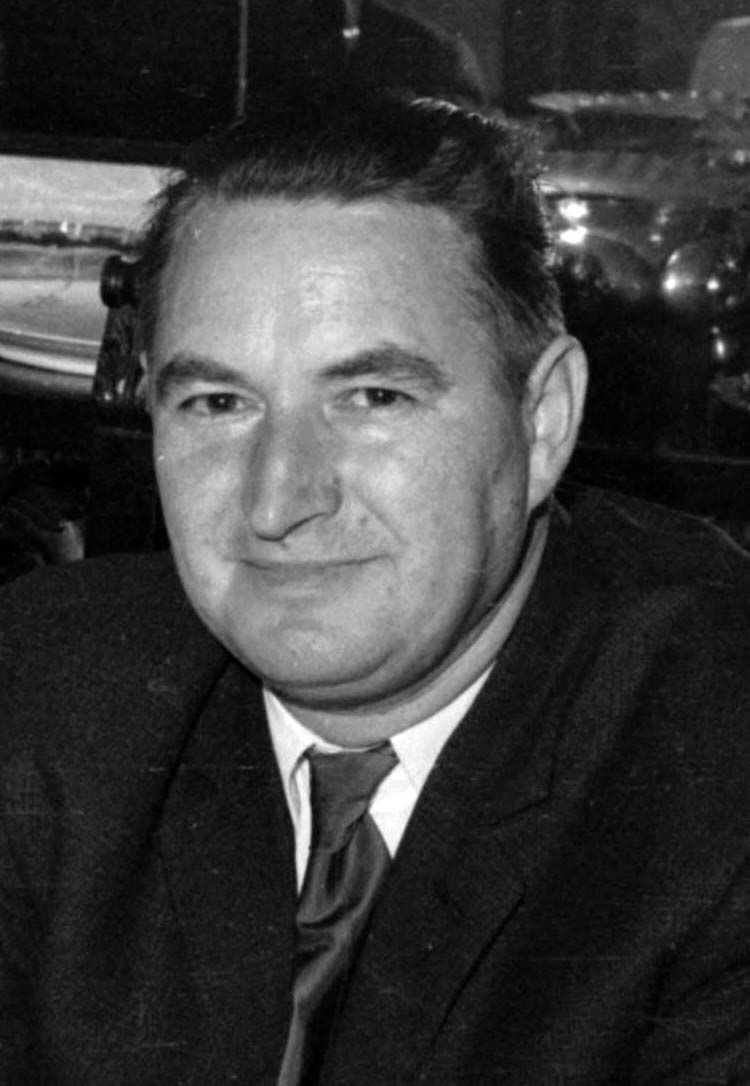
Wilhelm Georg Berger, 1970

Wilhelm Georg Berger (* 4. Dezember 1929 in Reps, Rumänien; † 8. März 1993 in Bukarest, Rumänien) war ein siebenbürgisch-sächsischer Komponist, Violinist und Musikwissenschaftler.

## Leben und Werk
Wilhelm G. Berger wurde im siebenbürgischen Reps geboren, das wegen des bunten Musiklebens auch Musikalisches Reps genannt wurde. Er studierte zunächst Violine und Viola mit Cecilia Nițulescu-Lupu, Anton Adrian Sarvaș und Alexandru Rădulescu, war später mehrere Jahre Violinist an der Bukarester Staatsphilharmonie und Mitglied des Streichquartetts des rumänischen Komponistenverbands.
Berger hinterließ ein umfangreiches Kompositionswerk mit unter anderem 24 Sinfonien, 21 Streichquartette, Oratorien, Konzerte, Sonaten, Orgelwerke, Messen. Seiner siebenbürgischen Heimat widmete er eine Messa da Requiem. Sein Streichquartett Nr. 6 gewann 1965 den 1. Preis in Liège, eine Violinsonate den Kompositionspreis Prince Rainier III de Monaco 1964, ein Violinkonzert den 1. Preis in Brüssel 1966. Einige seiner Werke sind beim rumänischen Label Electrecord erschienen, so die 10. Sinfonie für Orgel und Orchester mit Hans Eckart Schlandt an der Orgel. Teile von Bergers Berlin Jazz Composers Ensemble wurden in einer Jazz-Suite verwendet.
Sein musikwissenschaftliches Werk umfasst unter anderem eine Buchreihe über die Ästhetik der Sonate, eine über Streichquartette, einen Konzertführer und Bücher über klassische Kompositionstheorie.
1968 wurde Berger zum Sekretär des Rumänischen Komponistenverbands gewählt.